# Lanice marionensis
Lanice marionensis är en ringmaskart som beskrevs av William Roy Branch 1998. Lanice marionensis ingår i släktet Lanice och familjen Terebellidae. Inga underarter finns listade i Catalogue of Life.